# ヴェルナー図法

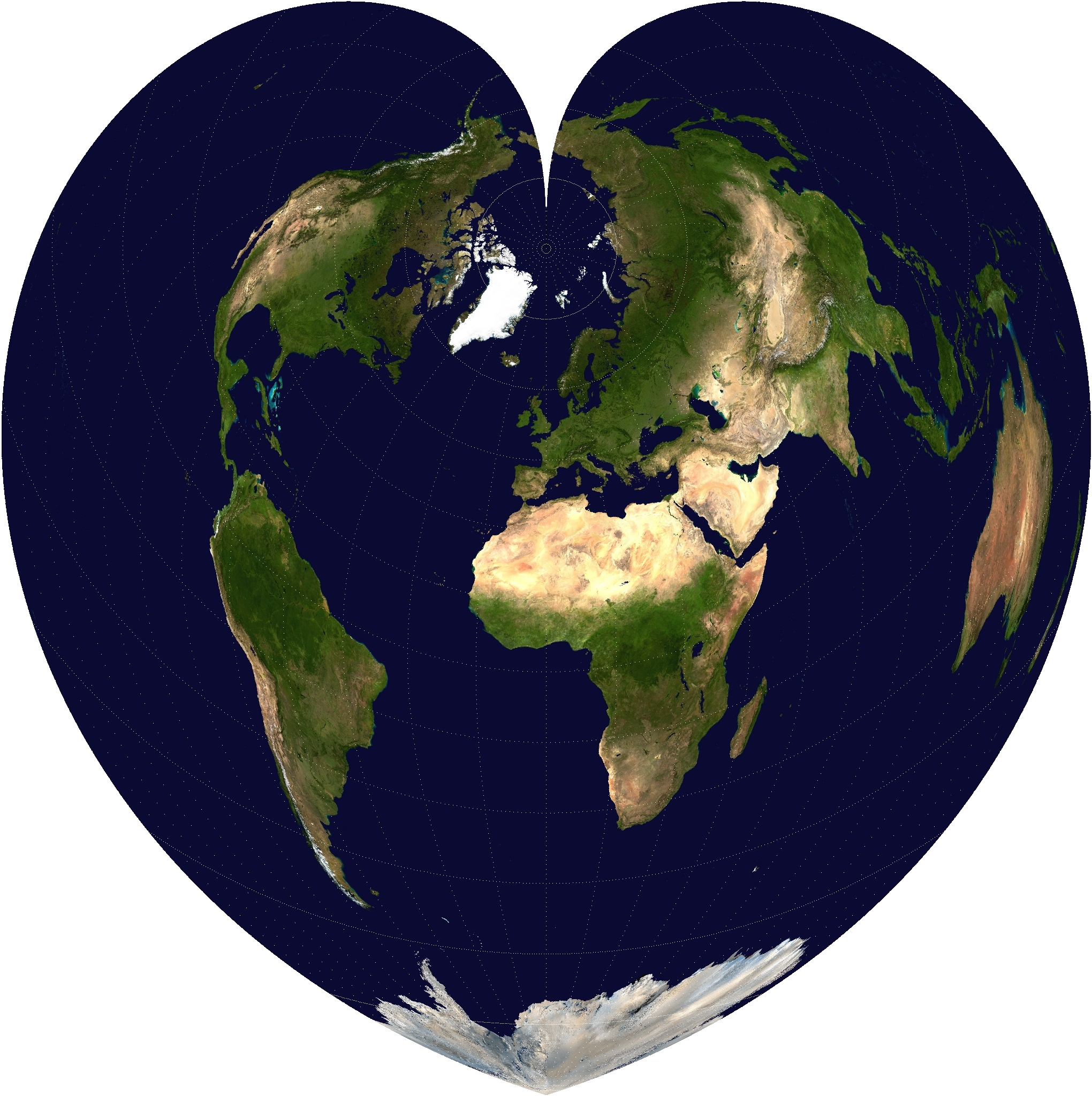
ヴェルナー図法による世界地図.

ヴェルナー図法（ヴェルナーずほう）は地図投影法の一種であり、正積な擬円錐図法である。ヴェルネル図法、スタブ-ヴェルナー図法、スタビウス-ヴェルナー図法、ワーナー図法、ヴァルトゼーミュラー図法などとも呼ばれる。
ヨハネス・スタビウスにより1500年頃発案され、マルティン・ヴァルトゼーミュラーが1507年に使用、ヨハネス・ヴェルナーにより1514年に紹介された。
地球の半径を1、中央経線上の縮尺を1とする場合、緯度{\displaystyle \phi }の緯線は、北極を中心とし北極からの離角に比例する半径{\displaystyle \pi /2-\phi }の同心円弧であるが、緯線の長さは地球上での実長に合わせた{\displaystyle 2\pi \cos \phi }とし、経度はこれに比例配分させる。したがって正積である。ボンヌ図法の標準緯線を極点にとったものと一致する。正距方位図法とも似た点があり、中心となる極点から各地点への距離が正しい。